# Con te partirò
"Con te partirò" (Италијански: [kon ˈte partiˈrɔ]; "Са тобом ћу отићи") је италијанска песма коју су написали Франческо Сартори (музика) и Луцио Куарантото (текст). Први пут га је извео Андрео Бочели на музичком фестивалу Санремо 1995. године и снимио на свом албуму "Bocelli" исте године. Сингл је први пут објављен као сингл на првој страни албума "Vivere" 1995. године, и избио на прво место, прво у Француској, где је постао један од најпродаванијих синглова свих времена, а потом у Белгији, пробијајући све продајне рекорде. 
Друга верзија песме, делом отпевана на енглеском, објављена је 1996. године под називом „Тime to Say Goodbye“ (Време да кажем збогом), у дуету са британском сопранискињом Саром Брајтман и постигла још већи успех, освојивши топ места широм Европе, укључујући Немачку, где је постала најпродаванији сингл у историји. Брајтманова и Бочели продуцирали су верзију са Брајтмановом који пева на немачком и Бочели на италијанском, а ова верзија је доступна на ЦД-у "Time to Say Goodbye".   Та верзија је продата у више од 12 милиона примерака широм света, што је чини једним од најпродаванијих синглова свих времена. 
Бочели је такође снимио шпанску верзију песме 1997. године под називом "Por ti volaré" (За тебе ћу летети).

## Позадина
Оригинално издање песме продуцентске куће Polydor Records (Полидор Рекордс) није постигло комерцијални успех у Италији. Међутим, у остатку Европе песма је била огроман хит. У Француској и Швајцарској сингл је био на врху листе шест недеља, освојивши троструку златну награду за продају. У Белгији је постао највећи хит свих времена, провевши 12 недеља под бројем 1.

## Критички пријем
Европски музички часопис Music & Media написао је о песми: "Бенелуксов тријумф тенора Андреа Бочелија наставља с овом одличном сезонском химном, која мудро ставља певачев класично истрениран глас у центру пажње. Оркестрални аранжмани доминирају у позадини као што и треба у Бочелијевом случају." 

## Дует верзија
East West Records је 1996. у Немачкој, у сарадњи са продуцентском кућом Polydor Records, пласирао верзију "Time to Say Goodbye" (Време да кажем збогом) са делимично измењеним текстом, као тематска песма за финални боксерски меч првака у тешкој категорији Хенрија Маскеа. Ова композиција је такође изведена у дуету са Саром Бригхтман. Снимање песме одржано је у Петерсон-овом Немо студију у Хамбургу.  Бокс меч се оржао 23. новембра 1996. и привукао је пажњу од 21 милиона телевизијских гледалаца. Бочели и Бригхтман извели су песму два пута, при најави меча и поново током Маскеова изласка. 
До децембра овај сингл објављен на Еаст Вест-у, достигао је место број један на немачкој листи синглова, чија се продаја процењује на 40000 - 60000 албума дневно, а предвиђена је била продаја од најмање милион до краја године. До фебруара следеће године, сингл је оборио рекорд свих продајних резултата у Немачкој са 1,65 милиона продатих примерака,  и на крају ће бити продат у преко 2.750.000 примерака. Такође је био најпродаванији сингл у Белгији. 
Бочели и Бригхтман заједно су неколико пута јавно изводили дует, укључујући Бочелијев концерт код Кипа Слободе у Њујорку и концерте уживо „Live in Tuscany“.  

## Верзија у извођењу Доне Самер (Donna Summer)
"I Will Go with You (Con te partirò)", у преводу "Поћићу са тобом" је верзија у извођењу Доне Самер, која је дошла до броја један на америчкој топ листи.  Њена верзија је такође достигла број два у Шпанији и број три на топ листи шпанског радија.  Од 1999. године у Сједињеним Државама је продато преко 221.000 примерака. 

## Остале верзије песме
Од свог првог издања, песма је покренула бројне друге верзије и извели су је бројни други певачи. 

## Употреба композиције у медијима
Иако је песма највише повезана са спортским догађајима, често се појављује у филму и телевизији и омиљена је за изођење на концертима. 

## Употреба композиције у филмовима
- У анимираном филму Мадагаскар 3: Најтраженија Европа
- У филму "Step Brothers" музичар Вил Ферел пева "Por ti Volaré", верзију песме преведену на шпански језик, а завршава је соло бубњем Џона Рајлија.
- Песма је такође приказана у филмовима Тражени, Ронин, Оштрице славе и Девојка на бициклу.

## Употреба композиције у музици
- Песма је испевана и од стране филипинске певачице Лани Мисалуче и македонског певача Тоше Проеског.

## Употреба композиције у спорту
- Америчка клизачица Сарах Хугхес клизала је уз ову песму на "Hershey's Kisses Figure Skating Challenge" 1999. године  .
- Песму је отпевала Марија Луциа на церемонији затварања на Светским Олимпијским играма 2007.
- Клаудио Ранијери позвао је Бочелиија да учествује на прослави фидбалскиг клуба Лестер Сити да прослави освајање Премијер лиге 7. маја 2016, на Кинг Повер Стадиону.
- ММА борац Јосхихиро Акијама користи песму при уласку на ринг.
- Бочели је такође отпевао ову песму као своју последњу песму на церемонији отварања 30. летње универзијаде у Наполију.